# Kalatj
 Der er for få eller ingen kildehenvisninger i denne artikel, hvilket er et problem. Du kan hjælpe ved at angive troværdige kilder til de påstande, som fremføres i artiklen.

Kalatj (russisk: Калач) er en by i Voronezj oblast i Rusland. Byen ligger omkring 190 km sydøst for Voronezj og havde ved folketællingen i 2008 et indbyggertal på 20.449. Byen er administrativt centrum for regionen Kalatj, oprettet i 1928.
Bosætningen blev etableret ved en befaling fra zar Peter den Store i 1709. Befæstningen bestod af 200 tjerkasser og et regiment kosakker. Beliggenheden ved sammenfletningen af to mindre floder var af strategisk betydning og betød, at kosakkerne var forpligtet til eskortere rejsende i området. I 1716 blev der givet en befaling om, at stedet fik status som beboelse, og betegnelsen Kalatj bruges da for første gang. Bosættelsen var dengang på 41 gårde med 229 indbyggere. Bystatus blev bevilget i 1945. 
Området hører til sortjords-bæltet, og regnes som meget frugtbart. Det har ført til en oprettelsen af en række større virksomheder til forarbejdning af landbrugsprodukter. Den største er sukkerfabrikken OAO Kristall, som årligt forarbejder 480,5 tusind ton sukkerroer (2011). Af særlig interesse for danskere er samarbejdet mellem OAO Molvest og Arla Artis om produktion af havarti til det russiske marked. Produktionen finder sted på Molvests mejeri i Kalatj-bydelen Prigorodnyj. Desuden er der leveret dansk udstyr til svinefarmen AGROEKO.
Kalatj er centrum for et marked og har en række museer af lokal karakter og minimum 6 kirker. Af særlig interesse er hulerne i undergrunden. De er brugt som kloster i 1800-tallet og rummer både sovepladser og indtil flere kirkerum. Det menes, at oprindelsen til hulerne kan strække sig tilbage til det 10. århundrede. Hulerne er blandt de største i området, med gange på over en kilometer og en udformning i to etager. Der er ikke adgang til hulerne. 